# Élection présidentielle kirghize de 2021
L'élection présidentielle kirghize de 2021 a lieu de manière anticipée le 10 janvier 2021 afin d'élire le président de la République du Kirghizistan.
Le scrutin a lieu à la suite de la démission de Sooronbay Jeenbekov après les manifestations de 2020 au Kirghizistan.
Devenu la figure du mouvement après sa libération de prison, le populiste Sadyr Japarov l'emporte très largement dès le premier tour avec près de 80 % des voix, tandis que son référendum organisé simultanément en faveur d'une présidentialisation des institutions est approuvé à une majorité similaire.

## Contexte

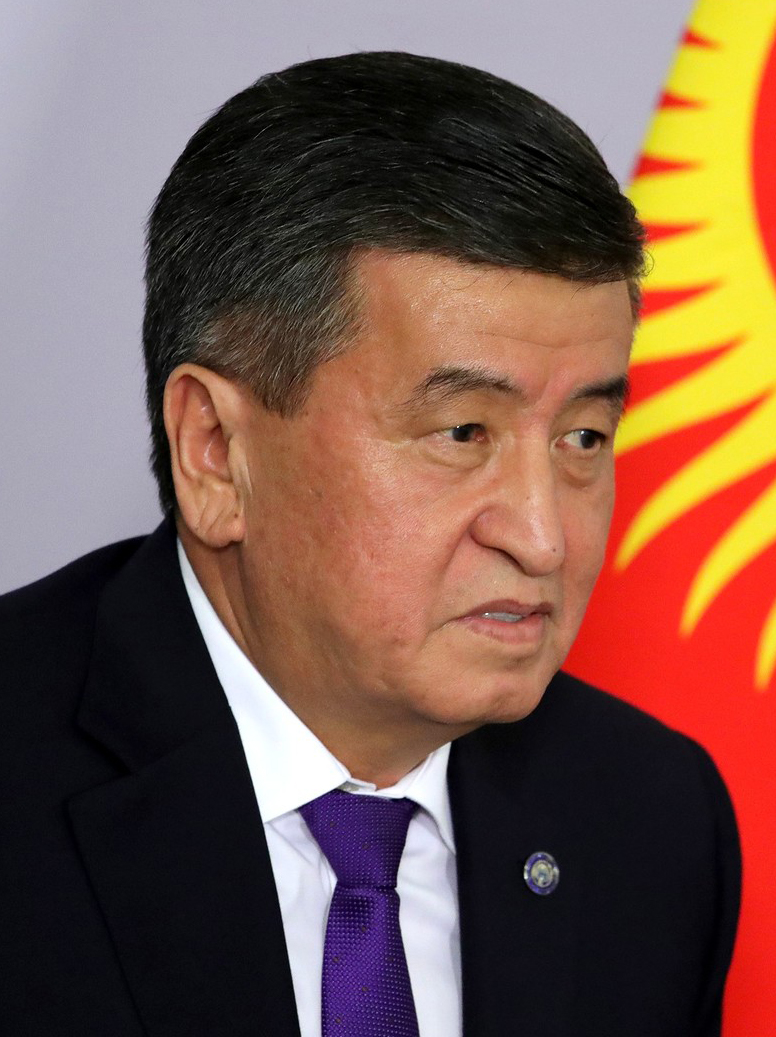
Le président Sooronbay Jeenbekov.

Les résultats des législatives d'octobre 2020, entachés d'irrégularités, voient la victoire de trois partis soutenant le président Sooronbay Jeenbekov, qui obtiennent 107 sièges sur 120, dans un contexte d'accusations de fraude électorale et d'achat massif de voix.
Ces résultats débouchent sur des manifestations dans les principales villes du pays au cours desquelles les manifestants prennent le Parlement, les bâtiments de l'administration présidentielle et le siège du gouvernement, puis libèrent de sa prison l'ancien président Almazbek Atambaev, accusé de corruption selon des motifs jugés motivés politiquement par ses partisans et lui-même. L'ancien Premier ministre Sapar Isakov et l'ancien chef d'état-major Farid Niyazov sont également libérés dans la foulée.
Les manifestants réclament la démission du chef de l'État et la tenue de nouvelles élections. Le 6 octobre, affirmant que la situation est « sous contrôle », ce dernier annonce avoir demandé à la commission électorale d'examiner les plaintes pour irrégularités, voire d'annuler le scrutin, ce qu'elle fait le jour même. 

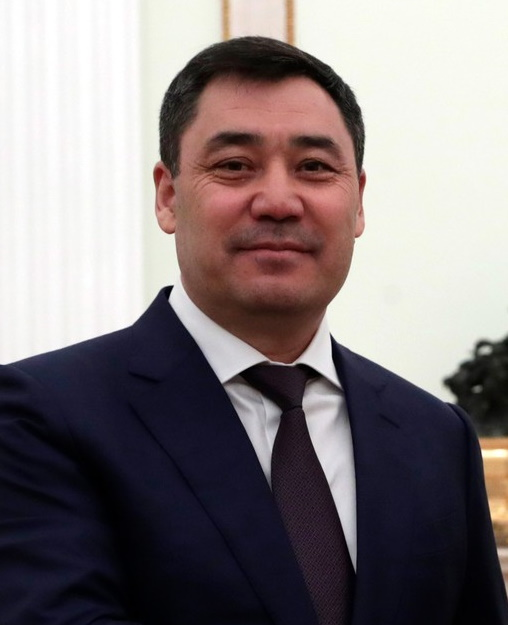
Sadyr Japarov

L'opposition revendique quant à elle la prise du pouvoir et nomme Sadyr Japarov, lui aussi libéré de prison, au poste de Premier ministre, ainsi que Kursan Asanov à celui de ministre de l'Intérieur,. L'opposition affirme également avoir pris le contrôle des forces de sécurité et du parquet. Plus tard dans la journée, un Conseil de coordination est mis en place par sept partis d'opposition : Ata Meken, Respublika, Kirghizistan uni, le SDPK, Zamandash et Bir Bol. Dans la soirée, le Premier ministre sortant Koubatbek Boronov démissionne, et Myktybek Abdyldayev est élu président du Conseil suprême. Sadyr Japarov est ensuite élu formellement Premier ministre par intérim par le Parlement. Sa nomination est cependant contestée par le Conseil de coordination. Il annonce des législatives dans les deux à trois mois.
Le 8 octobre, alors que le président demeure introuvable, une partie des députés lancent une procédure de destitution. Après avoir exclu de démissionner, il en accepte le principe à condition qu'un nouveau gouvernement soit approuvé.
Le 9 octobre, les partis Respoublika, Ata-Meken, Bir Bol et Réforme désignent Ömürbek Babanov, arrivé second durant la dernière présidentielle, comme candidat au poste de Premier ministre et Toktogaziev comme premier vice-Premier ministre. Cet accord reçoit également le soutien de l'ancien président Atambaev. Peu après, Toktogaziev est blessé lors de heurts entre ses partisans et ceux de Japarov et transporté inconscient à l'hôpital. L'état d'urgence est décrété dans la foulée.
Le 10 octobre, Sadyr Japarov est confirmé au poste de Premier ministre par un vote du Conseil suprême. L'élection de Japarov est cependant contestée par une partie des députés. Almazbek Baatyrbekov a été nommé Premier ministre par intérim par le président Jeenbekov. Le décret de nomination de Japarov est envoyé le 13 octobre au président pour signature. Celui-ci le retourne au Parlement.
Sa désignation est de nouveau approuvée par le Parlement le 14 octobre et le président signe son décret de nomination dans la foulée. Alors que Japarov réclame sa démission immédiate, le président Jeenbekov annonce démissionner une fois les nouvelles législatives tenues,. Il démissionne finalement le lendemain. Dans la soirée du 15 octobre, arguant que le président du Parlement a décliné le poste, Japarov annonce assurer l'intérim à la tête de l'État.
La commission électorale annonce que le scrutin pourrait se tenir le 17 janvier 2021. Le 22 octobre, le Parlement reporte le scrutin. Le scrutin doit se tenir après une réforme constitutionnelle,. Le 23 octobre, le président Japarov annonce la tenue des scrutins législatif et présidentiel avant mars 2021, après la réforme constitutionnelle. Le 24 octobre, la commission électorale fixe la date du scrutin au 10 janvier 2021,.

## Système électoral
Le président kirghize est élu au scrutin uninominal majoritaire à deux tours pour un mandat de 6 ans non renouvelable. Est élu le candidat ayant obtenu la majorité absolue des suffrages exprimés au premier tour. À défaut, un second tour est organisé entre les deux candidats ayant obtenu le plus grand nombre de votes, et celui qui arrive en tête est déclaré élu.

## Candidats

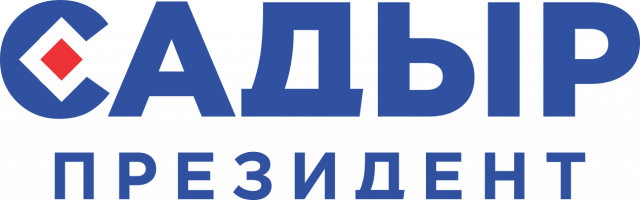
Logo de la campagne électorale de Japarov.

Les candidatures peuvent être déposées jusqu'au 15 novembre 2020. Il y a eu 48 précandidatures. Parmi eux, 20 ont déposé leur dossier de candidature et 19 ont été retenus,.
Le président par intérim Sadyr Japarov annonce vouloir se présenter si la Constitution est modifiée de façon à lui permettre de participer au scrutin. Il annonce plus tard qu'il a l'intention de démissionner du poste de président par intérim dans le but de se présenter.
Le 30 octobre 2020, Adakhan Madumarov, dirigeant de Kirghizistan uni, annonce à son tour qu'il a l'intention d'être candidat.
En début novembre, l'historien Kuban Choroev dépose sa candidature,,.
L'ancien président du Conseil suprême Kanatbek Isaïev annonce sa candidature le 4 novembre.
Les autres candidats sont Aymen Kasenov, Babur Tolbayev, Ravshan Jeenbekov, Rashid Tagaev, Eldar Abakirov, l'ancien ministre de la Régulation économique Jenishbek Baiguttiev, Arstanbek Abdyldayev, l'ancien ministre de l'Intérieur Kursan Asanov, Baktybek Kalmamatov, Myktybek Arstanbek, Abdil Segizbaev, l'ancien vice-Premier ministre Ulukbek Kochkorov, Kanybek Imanaliev, Imamidin Tashov et Klara Sooronkulova.

## Résultats
|                          | Sadyr Japarov            | Mekentchil               | 1 105 248 | 79,83 |  |  |
|                          | Adakhan Madumarov        | Kirghizistan uni         | 94 741    | 6,84  |  |  |
|                          | Babur Tolbayev           | Indépendant              | 32 979    | 2,38  |  |  |
|                          | Myktybek Arstanbek       | Bir Bol                  | 23 583    | 1,70  |  |  |
|                          | Abdil Segizbaev          | Indépendant              | 20 335    | 1,47  |  |  |
|                          | Imamidin Tashov          | Indépendant              | 16 383    | 1,18  |  |  |
|                          | Klara Sooronkulova       | Réforme                  | 14 005    | 1,01  |  |  |
|                          | Aymen Kasenov            | Indépendant              | 12 684    | 0,92  |  |  |
|                          | Ulukbek Kochkorov        | Birimdik                 | 9 397     | 0,68  |  |  |
|                          | Kanatbek Isaïev          | Kirghizistan             | 8 038     | 0,58  |  |  |
|                          | Kursan Asanov            | Indépendant              | 6 996     | 0,51  |  |  |
|                          | Eldar Abakirov           | El Uchun                 | 6 893     | 0,50  |  |  |
|                          | Baktybek Kalmamatov      | Indépendant              | 6 885     | 0,50  |  |  |
|                          | Ravshan Jeenbekov        | Indépendant              | 2 652     | 0,19  |  |  |
|                          | Kanybek Imanaliev        | Indépendant              | 2 490     | 0,18  |  |  |
|                          | Jenishbek Baiguttiev     | Indépendant              | 1 337     | 0,10  |  |  |
|                          | Arstanbek Abdyldayev     | Indépendant              | 1 157     | 0,08  |  |  |
|                          | Aucun d'entre eux        | Aucun d'entre eux        | 18 673    | 1,35  |  |  |
|                          |                          |                          |           |       |  |  |
| Votes valides            | Votes valides            | Votes valides            | 1 384 476 | 99,22 |  |  |
| Votes blancs et nuls     | Votes blancs et nuls     | Votes blancs et nuls     | 10 851    | 0,78  |  |  |
| Total                    | Total                    | Total                    | 1 395 327 | 100   |  |  |
| Abstention               | Abstention               | Abstention               | 2 168 247 | 60,84 |  |  |
| Inscrits / participation | Inscrits / participation | Inscrits / participation | 3 563 574 | 39,16 |  |  |

## Conséquences
Le scrutin est une large victoire pour le populiste Sadyr Japarov, qui l'emporte dès le premier tour,
Après son élection, Japarov annonce des législatives pour le mois de mai. Il déclare par la suite que « la minorité doit se soumettre à la majorité » et promet une « dictature de la loi et de la justice », tandis que la mission d'observation de l'OSCE note une inégalité des chances des candidats,.
Une nouvelle constitution doit être rédigée dans les deux mois, puis soumise à référendum.
Le 21 janvier, au lendemain de l'annonce des résultats définitifs, Japarov démissionne de la tête du gouvernement. Artem Novikov poursuit son intérim à la tête du gouvernement. L'investiture est prévue le 28 janvier suivant,.